# Littleton, West Virginia
Littleton är en ort i Wetzel County i delstaten West Virginia, USA.